# لاگ گیتارز
لاگ گیتارز (انگلیسی: Lag) شرکت تجهیزات موسیقی فرانسوی است، که در سال ۱۹۸۰ تأسیس شد.